# Bač pri Materiji
Bač pri Materiji je naselje v Občini Hrpelje - Kozina.